# Anacamptis morio longicornu
L'orchide cornuta (Anacamptis morio subsp. longicornu (Poir.) R.M.Bateman, Pridgeon & M.W.Chase, 1997) è una pianta appartenente alla famiglia delle Orchidacee.
Il nome della specie fa riferimento alla notevole lunghezza dello sperone che è rivolto verso l'alto.

## Descrizione

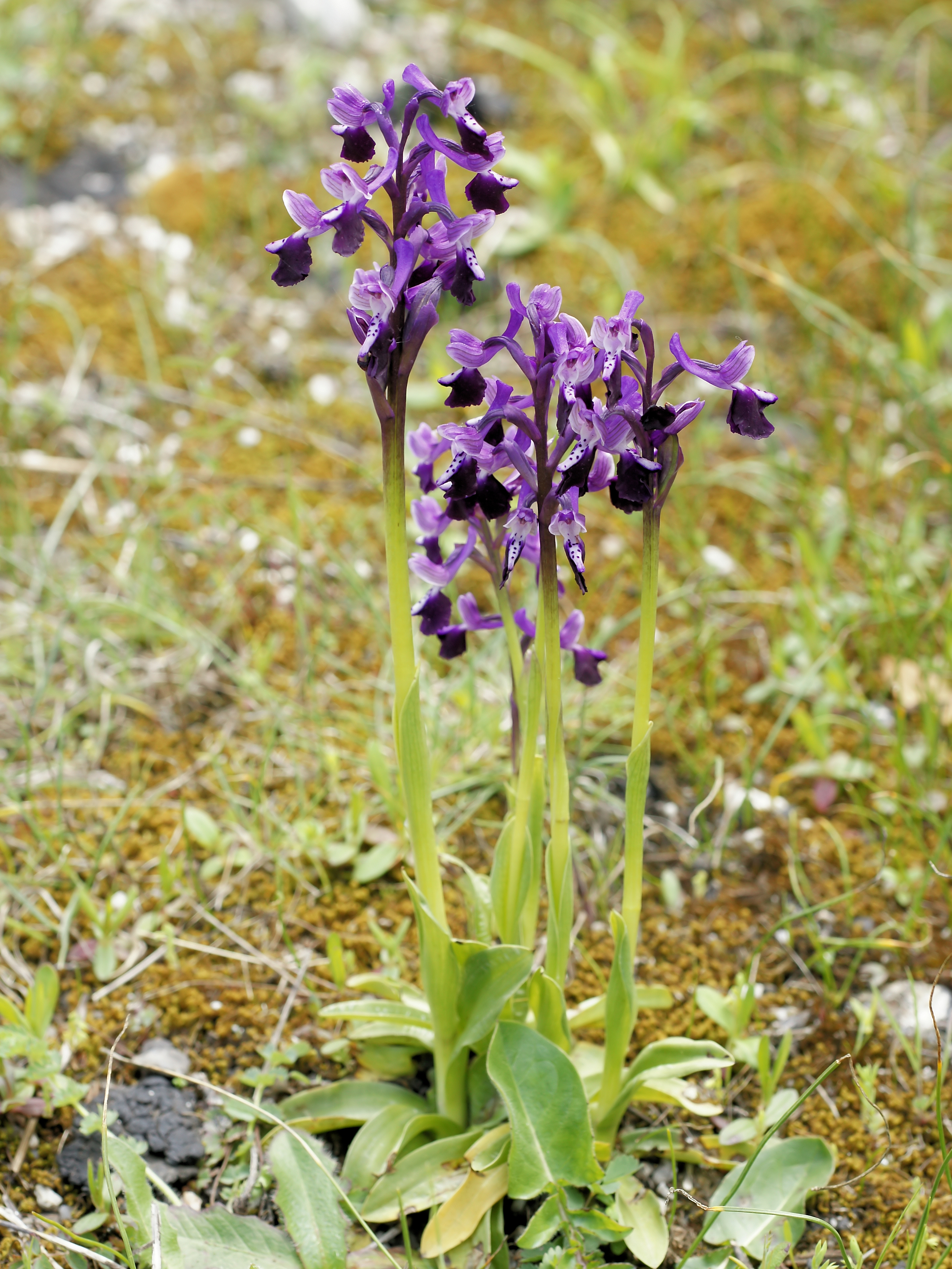
Habitus

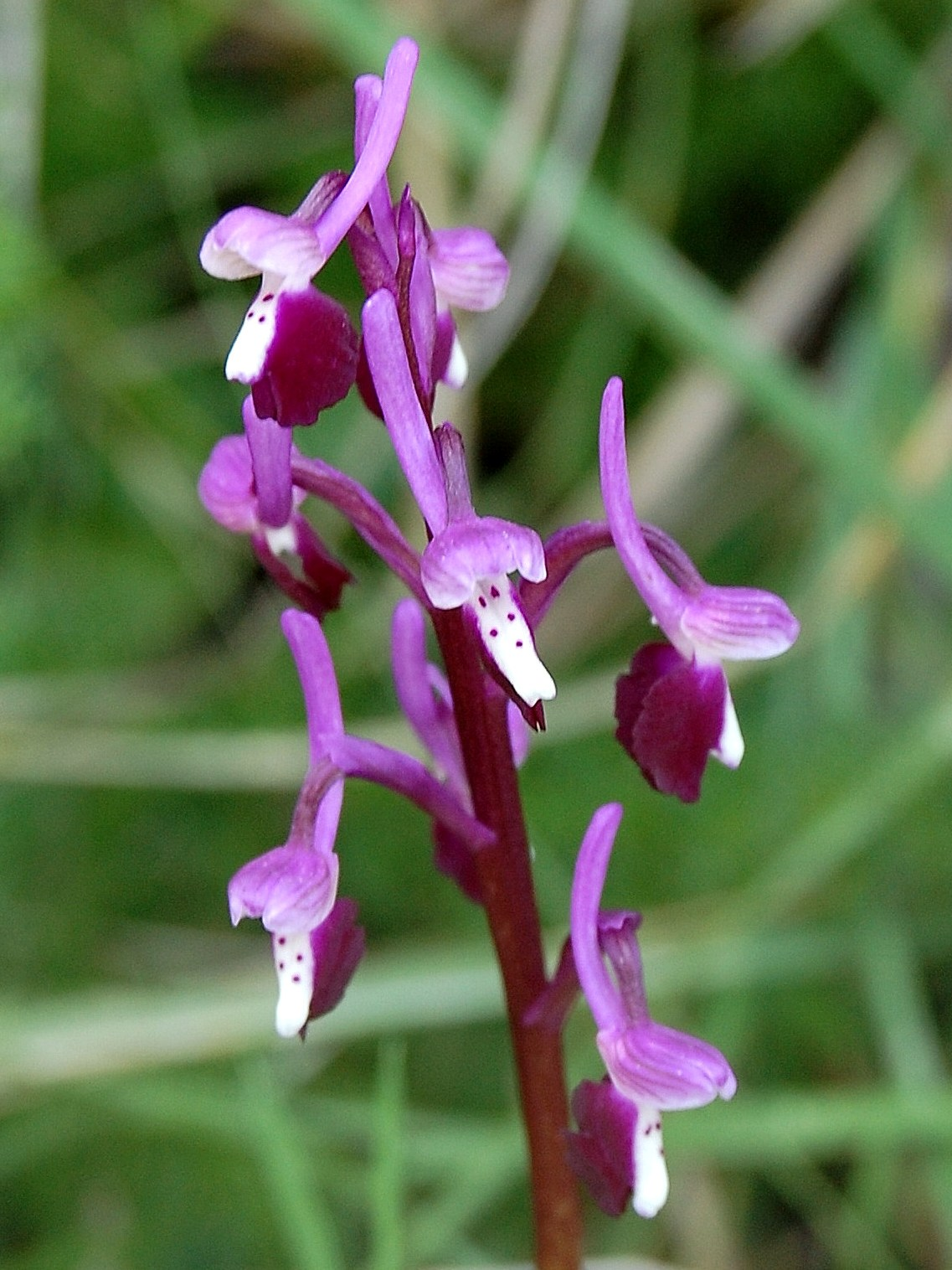
Infiorescenza

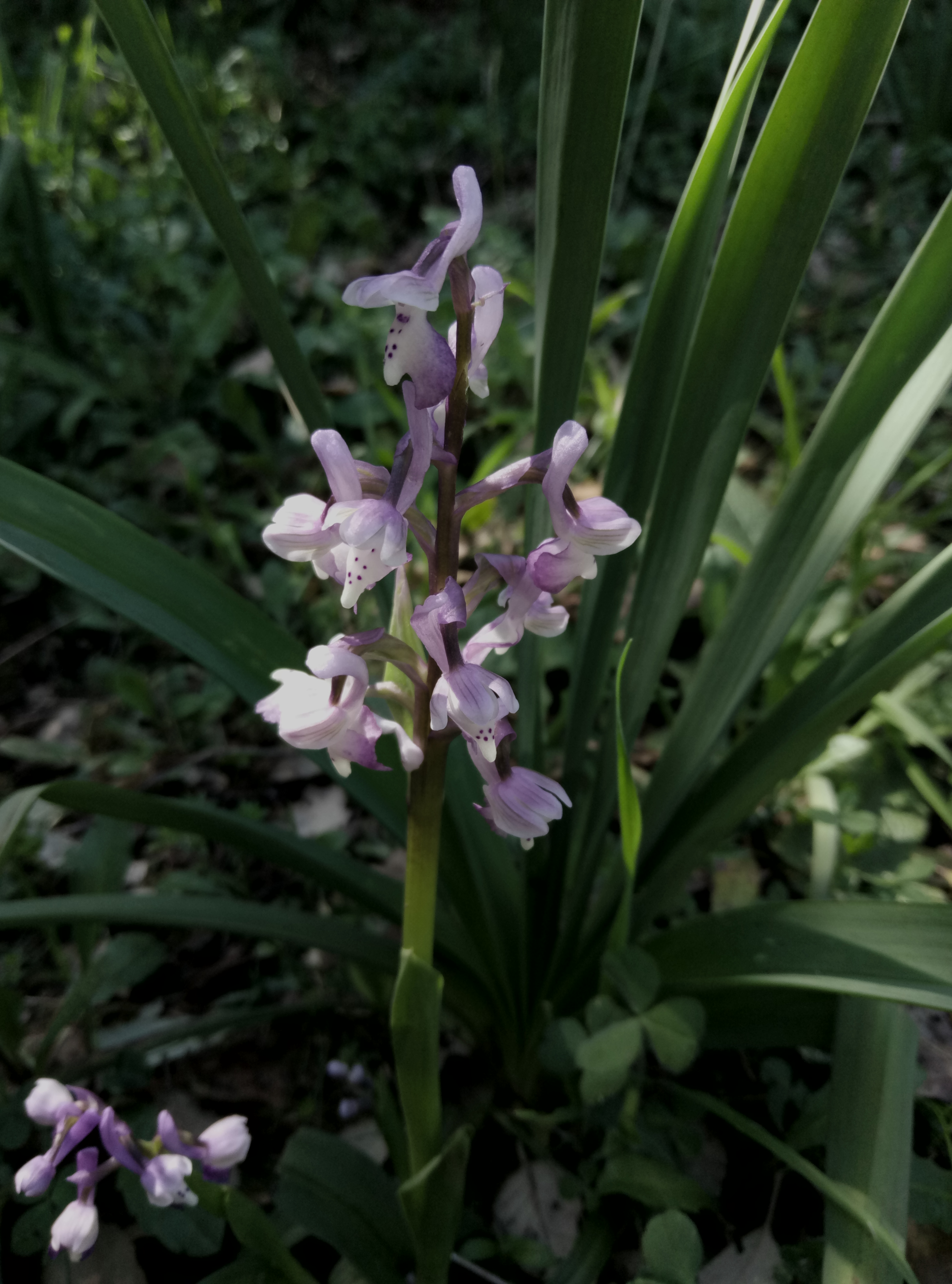
Forma leggermente apocromatica.

È una pianta erbacea alta 10–20 cm, con fusto eretto, di colore verde alla base, tendente al violaceo verso l'alto.
Le foglie inferiori, verdi, sono riunite in rosetta basale, mentre le superiori, verdi -violacee, avvolgono il fusto a guaina. Le brattee sono anch'esse verdi-violacee e avvolgenti l'ovario.
I fiori sono riuniti in una infiorescenza apicale abbastanza lassa, e sono caratterizzati da uno sviluppato sperone cilindrico, di colore violaceo, che dà il nome alla specie.
I tepali sono a cappuccio, con punteggiature violacee all'esterno, bianche all'interno.
Il labello, trilobato, è più esteso in larghezza che in lunghezza, e presenta lobi laterali viola e lobo centrale bianco con piccole macchie viola. Ne esiste una forma apocromatica nota come Anacamptis longicornu var. albiflora nella quale il fiore è totalmente bianco.
Fiorisce in marzo-aprile.

## Distribuzione e habitat
La sottospecie è diffusa nel Mediterraneo occidentale (isola di Maiorca, Menorca, Corsica, Italia, Algeria e Tunisia).
In Italia è molto comune in Sicilia e Sardegna; è stata segnalata sporadicamente in varie zone della costa tirrenica.
Cresce in ambienti soleggiati di prateria mediterranea, gariga, e macchia rada, fino ad una altitudine di 1200 m.

## Tassonomia
Descritta nel 1789 come Orchis longicornu questa entità è stata recentemente assegnata al genere Anacamptis.
Il numero cromosomico di Anacamptis morio subsp. longicornu è 2n=36.

### Ibridi
- Anacamptis × bornemanniae (A. morio subsp. longicornu × A. papilionacea)